# 松井颯
松井 颯（まつい はやて、2000年9月14日 - ）は、東京都清瀬市出身のプロ野球選手（投手・育成選手）。右投右打。読売ジャイアンツ所属。

## 経歴

### プロ入り前
清瀬市立清瀬第四小学校2年時に野塩ファイターズで野球を始め、清瀬市立清瀬第四中学校時代は硬式野球（ポニーリーグ）の清瀬ポニーに所属。
高校は埼玉県の花咲徳栄高等学校に進学。3年夏はエースで4番打者の野村佑希の控えとして第100回全国高等学校野球選手権記念大会に出場。2回戦の横浜高等学校戦で、6-8と2点ビハインドの9回から登板して横浜打線を三者凡退に抑えたが、チームは敗れた。１学年上に清水達也、西川愛也、長谷川威展がいた。
高校卒業後は首都大学野球連盟に所属する明星大学理工学部総合理工学科物理学系に進学。4年間全て2部リーグでのプレーであったが、在学中に球速を13km/h伸ばすなど急成長。4年秋のリーグ戦ではリーグトップの防御率0.97を記録した。
2022年10月20日に行われたプロ野球ドラフト会議において、読売ジャイアンツから育成ドラフト1巡目で指名を受け、11月16日に支度金290万円、年俸400万円（金額は推定）で仮契約を結んだ。背番号は021。担当スカウトは内田強。

### 巨人時代
2023年は5月14日まででイースタン・リーグ7試合に登板。2勝1敗、防御率2.01と結果を残し、同日に支配下登録された。背番号は93に変更となり、推定年俸は420万円となった。5月21日の中日ドラゴンズ戦で先発して5回を2安打無失点に抑え、育成入団ルーキーではNPB史上2人目、セ・リーグ初及び球団史上初となる、プロ初登板初先発で初勝利を挙げた。6月4日の北海道日本ハムファイターズ戦では花咲徳栄時代の同期生である野村との対決が実現したが、2回の初対決は四球、3回の打席では3点本塁打を打たれ、3回5失点でプロ初黒星を喫した。翌日に登録を抹消された。9月3日に一軍に復帰し、以降5試合は中継ぎとして起用された。18日の東京ヤクルトスワローズ戦の登板で一死も奪えず満塁のピンチを招く投球をしてしまうと、翌日には登録を抹消され、一軍公式戦へは計8試合の登板でシーズンを終えた。二軍成績は16試合の登板でリーグ最多勝タイの8勝（2敗）を挙げ、防御率は2.04だった。11月18日には240万円増の推定年俸660万円で契約を更改し、翌年の先発ローテーション定着と2桁勝利を目標に掲げた。28日の「NPB AWARDS 2023」ではイ・リーグ最多勝利投手賞のほか、スポンサー表彰のサンケイスポーツ選定の優秀投手賞、スポーツニッポン選定の新人賞も受賞した。
2024年は開幕一軍入りを果たす。開幕3戦目、3月31日の阪神タイガース戦のビハインドの場面で救援としてシーズン初登板したが、小幡竜平に2年ぶりとなる本塁打を打たれるなど2失点を喫する。4月6日の横浜DeNAベイスターズ戦で、同点の二死満塁の場面からの救援登板するも、2者連続で押し出し四球を与えて勝ち越しを許した。翌日から二軍再調整となった。イースタン・リーグでも13試合に先発して防御率3.90と振るわず、オフの10月26日に育成再契約を前提とした自由契約が通達され、11月19日に現状維持の推定年俸660万円で育成再契約に合意した。背番号は021。

## 選手としての特徴・人物
スリークォーターの角度で二段モーションの投球フォームから150km/h台の直球（最速は154km/h）、鋭く切れるスライダー、落差の大きいシンカーを繰り出す。2024年より、シンカーは球速差が15km/hほどある2種類を投げ分けることを意識している。高校野球ドットコムの河嶋宗一は「なぜ本指名とならなかったのかと思わせるぐらいだ」と評する。
目標の選手は、同じ育成選手出身の千賀滉大。
明星大学では物理学を専攻。卒業論文のテーマは「硬式球の流体力学」。

## 詳細情報

### 年度別投手成績
| 年 度     | 球 団     | 登 板 | 先 発 | 完 投 | 完 封 | 無 四 球 | 勝 利 | 敗 戦 | セ 丨 ブ | ホ 丨 ル ド | 勝 率 | 打 者 | 投 球 回 | 被 安 打 | 被 本 塁 打 | 与 四 球 | 敬 遠 | 与 死 球 | 奪 三 振 | 暴 投 | ボ 丨 ク | 失 点 | 自 責 点 | 防 御 率 | W H I P |
| --------- | --------- | ----- | ----- | ----- | ----- | -------- | ----- | ----- | -------- | ----------- | ----- | ----- | -------- | -------- | ----------- | -------- | ----- | -------- | -------- | ----- | -------- | ----- | -------- | -------- | ------- |
| 2023      | 巨人      | 8     | 3     | 0     | 0     | 0        | 1     | 1     | 0        | 2           | .500  | 85    | 19.1     | 18       | 3           | 8        | 1     | 0        | 17       | 0     | 0        | 8     | 7        | 3.26     | 1.34    |
| 2024      | 巨人      | 2     | 0     | 0     | 0     | 0        | 0     | 0     | 0        | 0           | ----  | 9     | 1.1      | 2        | 1           | 3        | 0     | 0        | 1        | 0     | 0        | 2     | 2        | 13.50    | 3.75    |
| 通算：2年 | 通算：2年 | 10    | 3     | 0     | 0     | 0        | 1     | 1     | 0        | 2           | .500  | 94    | 20.2     | 20       | 4           | 11       | 1     | 0        | 18       | 0     | 0        | 10    | 9        | 3.92     | 1.50    |

- 2024年度シーズン終了時

### 年度別守備成績
| 年 度 | 球 団 | 投手  | 投手  | 投手  | 投手  | 投手  | 投手     |
| 年 度 | 球 団 | 試 合 | 刺 殺 | 補 殺 | 失 策 | 併 殺 | 守 備 率 |
| ----- | ----- | ----- | ----- | ----- | ----- | ----- | -------- |
| 2023  | 巨人  | 8     | 2     | 0     | 1     | 0     | .667     |
| 2024  | 巨人  | 2     | 0     | 2     | 0     | 0     | 1.000    |
| 通算  | 通算  | 10    | 2     | 2     | 1     | 0     | .800     |

- 2024年度シーズン終了時

### 記録
初記録
投手記録
- 初登板・初先発・初勝利・初先発勝利：2023年5月21日、対中日ドラゴンズ11回戦（東京ドーム）、5回無失点[11]
- 初奪三振：同上、2回表に石川昂弥から空振り三振
- 初ホールド：2023年9月6日、対東京ヤクルトスワローズ21回戦（明治神宮野球場）、4回裏に2番手で救援登板、2回無失点

打撃記録
- 初打席：2023年5月21日、対中日ドラゴンズ11回戦（東京ドーム）、2回裏に髙橋宏斗から右飛
- 初安打：2023年5月28日、対阪神タイガース8回戦（阪神甲子園球場）、3回表に才木浩人から左前安打[33]

その他の記録
- 育成ドラフト出身の新人が初登板初勝利 ※2018年の大竹耕太郎以来史上2人目、セ・リーグ史上初[11]

### 背番号
- 021（2023年[8] - 2023年5月14日、2025年[26] - ）
- 93（2023年5月15日[9] - 2024年）